# Tommaso Contin
Tommaso Contin (Lugano, 1570 – Venezia, 1634) è stato uno scultore e architetto svizzero-italiano.
Figlio dell'architetto Bernardino Contin, fratello di Antonio e di Francesco, pure loro scultori ed architetti. Lavora in diversi importanti cantieri veneziani, compreso quello per la sistemazione degli argini della laguna veneta.